# CH2S2
分子式CH2S2（摩尔质量：78.16 g/mol）可以指：
- 二硫杂环丙烷，CAS号：56712-23-3
- 二硫代甲酸，CAS号：4472-10-0
- 甲硫醛-S-硫化物，CAS号：79650-18-3

|  | 这个同类索引页列出了具有相同分子式的化学物（即同分異構體）条目。 除非您是有意链接至本页，否则应将相应条目的内部链接指向正确的条目。 |